# 交響曲第5番 (マーラー)
交響曲第5番（こうきょうきょくだい5ばん）嬰ハ短調は、グスタフ・マーラーが1902年に完成した5番目の交響曲。5楽章からなる。マーラーの作曲活動の中期を代表する作品に位置づけられるとともに、作曲された時期は、ウィーン時代の「絶頂期」とも見られる期間に当たっている。
1970年代後半から起こったマーラー・ブーム以降、マーラーの交響曲のなかで人気が高い作品となっている。その理由としては、大編成の管弦楽が充実した書法で効果的に扱われ、非常に聴き映えがすること、音楽の進行が「暗→明」というベートーヴェン以来の伝統的図式によっており曲想もメロディアスで、マーラーの音楽としては比較的明快で親しみやすいことが挙げられる。とりわけ、ハープと弦楽器による第4楽章アダージェットは、ルキノ・ヴィスコンティ監督による1971年の映画『ベニスに死す』（トーマス・マン原作）で使われ、ブームの火付け役を果たしただけでなく、マーラーの音楽の代名詞的存在ともなっている。

## 概要
第2番から第4番までの3作が「角笛交響曲」と呼ばれ、声楽入りであるのに対し、第5番、第6番、第7番の3作は声楽を含まない純器楽のための交響曲群となっている。第5番で声楽を廃し、純器楽による音楽展開を追求するなかで、一連の音型を異なる楽器で受け継いで音色を変化させたり、対位法を駆使した多声的な書法が顕著に表れている。このような書法は、音楽の重層的な展開を助長し、多義性を強める要素ともなっており、以降につづく交響曲を含めたマーラーの音楽の特徴となっていく。
また、第5番には同時期に作曲された「少年鼓手」（『少年の魔法の角笛』に基づく）や、リュッケルトの詩に基づく『亡き子をしのぶ歌』、『リュッケルトの詩による5つの歌曲』と相互に共通した動機や曲調が認められ、声楽を含まないとはいえ、マーラーの歌曲との関連は失われていない。さらに第4番以降しばしば指摘される「古典回帰」の傾向についても、後述するようにそれほど単純ではなく、書法同様の多義性をはらんでいる。
演奏時間約70分。

## 作曲の経緯

### ウィーン・フィル辞任

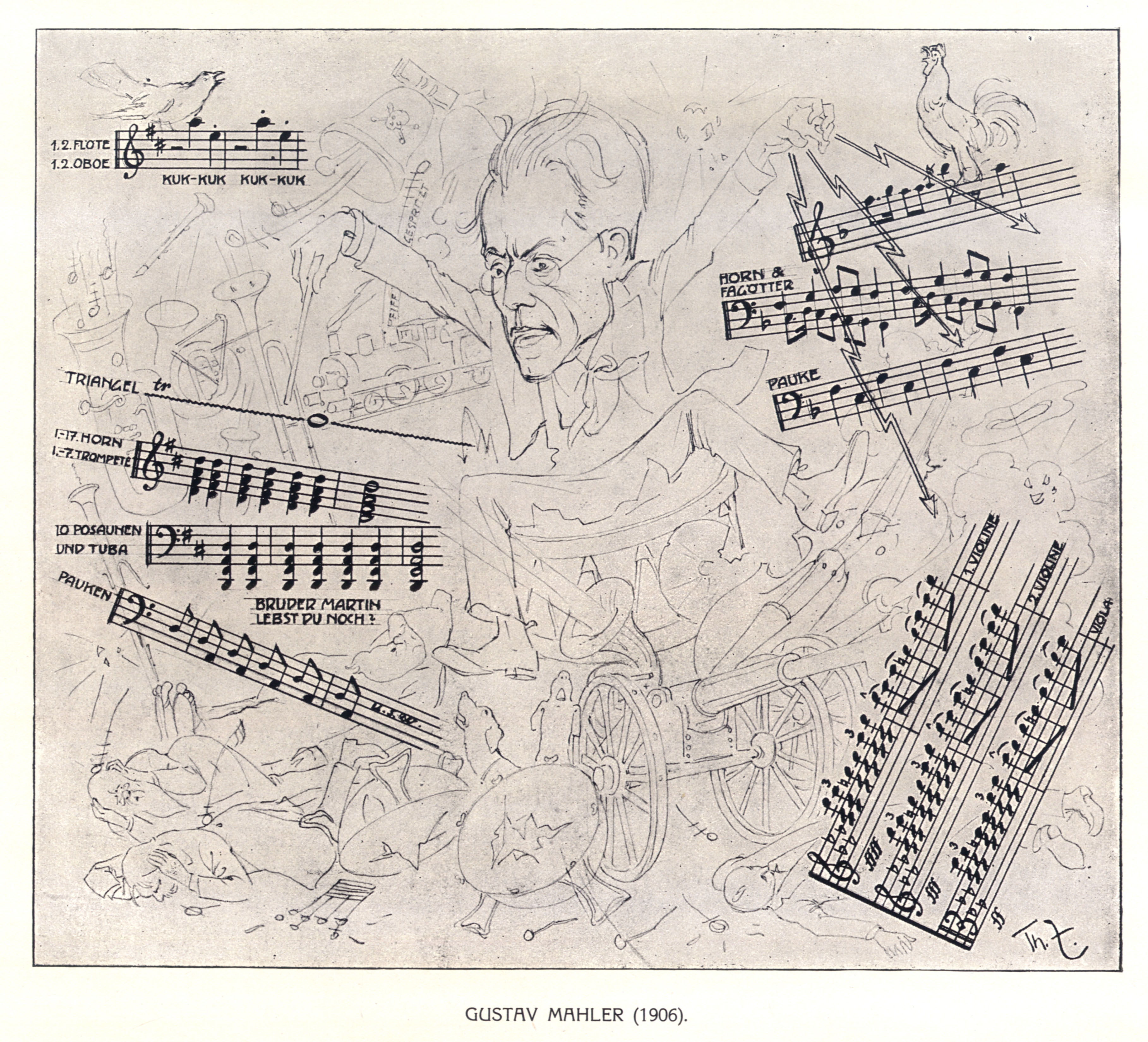
マーラーの指揮の激しさを描いた風刺画

1901年2月17日に自作『嘆きの歌』を初演したマーラーは、その一週間後、ウィーン・フィルハーモニー管弦楽団の演奏会を終えた直後に痔による出血を起こした。4月にはウィーン・フィルを辞任する。
この辞任は、マーラーがベートーヴェンやシューマンの交響曲などを編曲して上演したり、自作やリヒャルト・シュトラウス、ブルックナーの作品をプログラムに組んだりしたことが、ウィーンの保守的な批評家・聴衆から非難されたことによる。批評家からは「音楽の狂人」、「ユダヤの猿」など耐え難い批判を浴び、移り気な聴衆は代役指揮者を支持することなどがあったとされる。同時に、マーラーが専制君主的に接した楽団員ともトラブルが発生した。
しかし、ウィーン宮廷歌劇場の職は維持しており、ブルーノ・ワルターやレオ・スレザークらを同歌劇場に登用、自身の理想とする舞台づくりに邁進する。ウィーン・フィルとの関係自体も継続され、1902年3月にマーラーの妹ユスティーネはウィーン・フィルのコンサートマスター、アルノルト・ロゼと結婚している。

### 作曲と指揮
1901年夏、マーラーはヴェルター湖畔のマイアーニックで休暇を過ごし、作曲小屋で、『リュッケルトの詩による5つの歌曲』の第1曲から第4曲まで、『亡き子をしのぶ歌』の第1曲、第3曲、第4曲、『少年の魔法の角笛』から「少年鼓手」を完成させ、続いて交響曲第5番の作曲をスケッチする。
休暇を終えたマーラーは、11月25日に自作の交響曲第4番をミュンヘンで初演。これは不評だったが、翌1902年6月、クレーフェルトで第3番の全曲初演を指揮して大成功を収めた。クレーフェルトでは、ウィレム・メンゲルベルクと知り合う。前後して、オッフェンバック『ホフマン物語』（1901年11月11日）やリヒャルト・シュトラウス『火の欠乏』（1902年1月29日）などのオペラ作品をウィーン初演している。
第5交響曲は、スケッチから1年後の1902年夏に同じマイアーニックの地で完成。同時期に『リュッケルトの詩による5つの歌曲』の第5曲も完成させている。

### アルマとの結婚

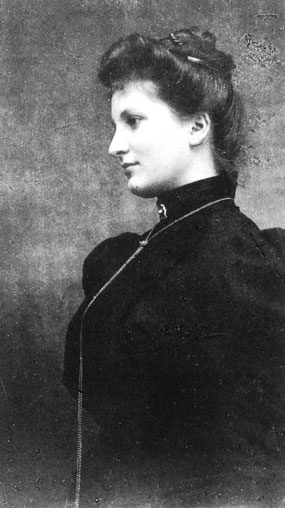
アルマ・マーラー

この間、1901年11月に解剖学者ツッカーカンドル家のサロンに招待され、当時22歳のアルマ・シントラーと出会い、12月には婚約を発表、翌1902年3月9日に結婚した。この年の11月3日には、2人の間に長女マリア・アンナが誕生している。
アルマの実父はウィーンの風景画家エミール・シントラー（この時点で故人）、養父（母親の再婚相手）がウィーン分離派の画家カール・モル、母親は芸術家サロンの主宰者という家庭環境のもとで、アルマは詩人マックス・ブルクハルトや画家グスタフ・クリムトらとも交流があった。アルマ自身は作曲家志望で、アレクサンダー・フォン・ツェムリンスキーの音楽の弟子であり、マーラーと出会うまではツェムリンスキーと恋愛関係にあったという。
アルマとの交際、結婚によって、マーラーの交友関係は飛躍的に広がった。1902年4月、第15回分離派展でのオープニングに、宮廷歌劇場の管楽器奏者を連れて参加、ベートーヴェンの交響曲第9番の終楽章を編曲して演奏した。この際分離派の画家アルフレート・ロラーと意気投合し、翌1903年からロラーを舞台装置家兼演出家として起用することになる。
一方でアルマとの結婚をきっかけに、ナターリエ・バウアー＝レヒナーなど古くからの友人は、マーラーから離れていった。

## 初演と出版・録音

### 初演
1904年10月19日（18日とも）、ケルンにて、マーラー自身の指揮、ケルン・ギュルツェニヒ管弦楽団による。この年の夏、マーラーは交響曲第6番を完成させ、交響曲第7番の二つの「夜曲」（第2楽章と第4楽章）を作曲済みだった。
日本初演は1932年2月7日にクラウス・プリングスハイム指揮、東京音楽学校管弦楽団の演奏で行われた。

### 録音
第4楽章のみ、1926年にマーラーと親しかったウィレム・メンゲルベルクが録音しており、これが世界初の録音である。また全曲版の世界初録音は、1947年2月10日にブルーノ・ワルター指揮ニューヨーク・フィルハーモニー交響楽団によって録音されたコロムビア・レコードによるSPレコードである。

## 楽器編成
- フルート 4（3,4はピッコロへの持ち替えあり）、オーボエ 3（3番はコーラングレ持替え）、クラリネット 3（3番はバスクラリネット及び小クラリネット（但しニ調のものを指定）持ち替え）、ファゴット 3（3番はコントラファゴット持ち替え）
- ホルン 6（第3楽章のみホルン 4 ＋独奏ホルン（Corno Obbligato） 1）、トランペット 4、トロンボーン 3、チューバ
- ティンパニ、グロッケンシュピール、シンバル、大太鼓、小太鼓、タムタム、トライアングル、ホルツクラッパー（スラップスティック）
- ハープ
- 弦五部 計88

## 楽曲構成
全5楽章からなるが、第1楽章と第2楽章を「第一部」とし、第3楽章を「第二部」、第4楽章とつづく第5楽章を「第三部」とする三部構成が楽譜に表示されている。

### 第1楽章
葬送行進曲 In gemessenem Schritt. Streng. Wie ein Kondukt.（正確な速さで。厳粛に。葬列のように）　嬰ハ短調　2分の2拍子　二つの中間部を持つABACAの形式（小ロンド形式）　最後のAは断片的で、主旋律が明確に回帰しないため、これをコーダと見て、ABAC+コーダとする見方もある。
交響曲第4番第1楽章で姿を見せたトランペットの不吉なファンファーレ（譜例1）が、重々しい葬送行進曲の開始を告げる。主要主題（譜例2）は弦楽器で「いくらかテンポを抑えて」奏され、付点リズムが特徴。この主題は繰り返されるたびに変奏され、オーケストレーションも変化する。葬送行進曲の曲想は『少年の魔法の角笛』の「少年鼓手」との関連が指摘される。一つの旋律が異なる楽器に受け継がれて音色変化するという、マーラーが得意とする手法が見られる。再びファンファーレの導入句がきて、主要主題が変奏される。

譜例1

譜例2
さらにファンファーレが顔を出すと、「突然、より速く、情熱的に荒々しく」第1トリオが始まる。第1トリオ(B)（変ロ短調）は激しいもので、やがてトランペットがファンファーレを出して、主部が回帰する。主要主題は今度は木管に出る。終わりには、『亡き子をしのぶ歌』の第1曲「いま太陽は晴れやかに昇る」からの引用があり、ティンパニのきざむリズムが残る。第2トリオ(C)（イ短調）は弦によって始まる陰鬱なもの。重苦しい頂点を築くと、トランペットのファンファーレが三度現れるが、そのまま静まってゆき、最後にトランペットと大太鼓が残って、曲は、静かに結ばれる。
演奏時間は11～15分程度。本楽章はマーラー自身による演奏がピアノロールに残されており、その演奏時間は約14分である。

### 第2楽章
Stürmisch bewegt. Mit grösster Vehemenz. （嵐のような荒々しい動きをもって。最大の激烈さをもって）イ短調　2分の2拍子　ソナタ形式
第1楽章の素材が随所に使われ、関連づけられている。
短い序奏につづいて、ヴァイオリンが激しい動きで第1主題（譜例3）を出す。曲はうねるように進み、テンポを落とすとチェロがヘ短調で第2主題（譜例4）を大きく歌う。この旋律は第1楽章、第二の中間部の動機に基づいている。

譜例3
 

譜例4
展開部では初めに序奏の動機を扱い、第1主題が出るがすぐに静まり、ティンパニの弱いトリル保持の上に、チェロが途切れがちの音型を奏するうちに第2主題につながっていく。明るい行進曲調になるが、第1主題が戻ってきて再現部となる。すぐに第2主題がつづく。第2主題に基づいて悲壮さを増し、引きずるような頂点となる。楽章の終わり近く、金管の輝かしいコラール（譜例5）がニ長調で現れるが、束の間の幻のように消え去って、煙たなびく戦場のような雰囲気で終わる。

譜例5
演奏時間:13.5～16分程度。

### 第3楽章
スケルツォ Kräftig, nicht zu schnell.（力強く、速すぎずに）、ニ長調　4分の3拍子、自由なソナタ形式
拡大されたソナタ形式のスケルツォで全曲の中でも最長の楽章。この楽章単独で第2部となっている。第1、2楽章から一転して楽しげな楽想で、4本のホルンの特徴的な信号音の導入に促されて木管が第1主題（スケルツォ主題）を出す（譜例6）。第1主題が変奏されながらひとしきり発展した後、レントラー風の旋律を持つ第2主題（第1トリオ）が「いくぶん落ち着いて」ヴァイオリンで提示される（譜例7）。これは長く続かず、すぐに第1主題が回帰する。

譜例6

譜例7
まもなく、展開的な楽想になり「より遅く、落ち着いて」と記された長い第3主題部（第2トリオ）へ入ってゆく（譜例8）。主題を変奏しながら進行し、最後はピッツィカートで扱われる。

譜例8
そこから第2主題が顔を出して展開部へ入る。展開部は短いが、ホルツクラッパーが骨の鳴るような音を出すなど効果的に主題を扱う。提示部と同様に再現部も開始する。第1主題の再現後、第2主題、第3主題も混ざり合わさって劇的に展開し、展開部が短いのを補っている。その後、第2主題が穏やかに残り、提示部と同様に第3主題による静止部分がきて、やはり最後はピッツィカートで扱う。コーダは華やかなもので最後にホルンの信号音が出て曲を閉める。
全曲の構成は、この長大なスケルツォ楽章を中心として各楽章が対称的に配置されており、マーラーは、この手法を第7番でも使用することになる。

### 第4楽章
Adagietto. Sehr langsam. アダージェット 非常に遅く　ヘ長調　4分の4拍子、三部形式
ハープと弦楽器のみで演奏される（譜例9）、静謐感に満ちた美しい楽章であることから、別名「愛の楽章」とも呼ばれる。『亡き子をしのぶ歌』第2曲「なぜそんな暗い眼差しで」及び『リュッケルトの詩による5つの歌曲』第3曲「私はこの世に忘れられ」との関連が指摘される。
中間部ではやや表情が明るくなり、ハープは沈黙、弦楽器のみで憧憬を湛えた旋律（譜例10）を出す。この旋律は、終曲でも使用される。休みなく第5楽章へ繋がる。

譜例9

譜例10
ルキノ・ヴィスコンティ監督による映画『ベニスに死す』で使用されたことで有名となり、しばしば単独で演奏される。
なお、楽章の表題は「アダージェット」であるが、演奏指示はSehr langsam （非常に遅く）となっている（意味的にAdagiettoとSehr langsamの指示は対立するものではない）。一般に10分前後の演奏時間であるが、マーラーとメンゲルベルグは約7分で演奏した。

### 第5楽章
Rondo-Finale. Allegro giocoso ロンド - フィナーレ。アレグロ・楽しげに　ニ長調　2分の2拍子。自由なソナタ形式。
第4楽章の余韻が残る中、ホルン、ファゴット、クラリネットが牧歌的に掛け合う。このファゴットの音型（譜例11）は、『少年の魔法の角笛』内の一曲「高邁なる知性への賛美」からの引用である。

譜例11
短い序奏が終わると、ホルンによるなだらかな下降音型が特徴の第1主題（譜例12）、低弦によるせわしない第2主題（譜例13）が呈示され、これらに対位旋律が組み合わされて次第に華々しくフーガ的に展開する。再び第1主題が戻り、提示部が変奏的に反復される。第2主題も現れ、すぐ後に第4楽章の中間主題がコデッタとして現れるが、軽快に舞うような曲調となっている。

譜例12 

譜例13 
この部分が終わると展開部に入り、引き続きフーガ的楽想が展開される。コデッタ主題が現れ、次第に力を増してクライマックスの後、再現部に入るが、第1主題はかなり変形されていて明確ではない。第2主題、コデッタ主題も再現され、ふたたび展開部最後に現れたクライマックスとなりそのまま壮大なコーダに入る。第2楽章で幻のように現れて消えた金管のコラールが、今度は確信的に再現され、最後は速度を上げて華々しく終わる。

## 第5交響曲とアルマ
- マーラーがアルマと出会ったのは、交響曲第5番の作曲中である。メンゲルベルクによると、第5番の第4楽章アダージェットはアルマへの愛の調べとして書かれたという。アルマがメンゲルベルクに宛てた書簡によると、マーラーは次の詩を残した。「Wie ich dich liebe, Du meine Sonne, ich kann mit Worten Dir's nicht sagen. Nur meine Sehnsucht kann ich Dir klagen und meine Liebe. (私がどれほどあなたを愛しているか、我が太陽よ、それは言葉では表せない。ただ我が願いと、そして愛を告げることができるだけだ。)」
- アルマの回想によれば、アルマは第5交響曲を初めて聞いた際、よい点を褒めつつも、フィナーレのコラールについて「聖歌風で退屈」と評した[21]。マーラーが「ブルックナーも同じことをやっている。」と反論すると、アルマは「あなたとブルックナーは違うわ。」と答えた[21]。マーラーはこのときカトリックに改宗し、その神秘性に過剰に惹かれていたとアルマは述べている。
- アルマはこの曲のパート譜の写譜を一部手伝っている。
- 初演は1904年10月にケルン・ギュルツェニヒ管弦楽団によってなされたが、アルマの回想によると同年はじめにウィーン・フィルハーモニー管弦楽団によるリハーサルがなされたという。アルマはその様子を天井桟敷で聴いていた。アルマはこの曲を細部までを暗記していたが、ある箇所が打楽器の増強により改変されてしまったことに気付き、声を上げて泣きながら帰宅してしまう。それを追って帰宅したマーラーに対しアルマは「あなたはあれを打楽器のためだけに書いたのね」と訴えると、マーラーはスコアを取り出し赤チョークで該当箇所の打楽器パートの多くを削除したという。
- マーラーは1905年から第5番の改訂に取りかかるが、これには、アルマの意見もとり入れられたという。